# Supercoppa serba 2014 (pallavolo maschile)
La Supercoppa serba 2014 si è svolta il 15 ottobre 2014: al torneo hanno partecipato due squadre di club serbe e la vittoria finale è andata per la quarta volta consecutiva all'Odbojkaški klub Crvena zvezda.

## Regolamento
Le squadre hanno disputato una gara unica.

## Squadre partecipanti
| Squadra      | Qualificazione                                       | Ultima partecipazione |
| ------------ | ---------------------------------------------------- | --------------------- |
| Stella Rossa | Vincitrice Superliga 2013-14/Coppa di Serbia 2013-14 | Supercoppa serba 2013 |
| Ribnica      | Finalista in Coppa di Serbia 2013-14                 | Debutto               |

## Torneo
| 15 ottobre 2014 Hala sportova u Kraljevu, Kraljevo Durata: 1h:04 - Spettatori: 200 | Stella Rossa | 3 - 0 | Ribnica | 25-17, 25-18, 25-17 |